# 克里斯蒂安·路德維希 (布蘭登堡-施韋特)
克里斯蒂安·路德維希（德語：Christian Ludwig，1677年5月24日—1734年9月3日），布蘭登堡選侯腓特烈·威廉的幼子，普魯士國王腓特烈一世同父異母的弟弟。
克里斯蒂安·路德維希熱愛音樂，著名的布蘭登堡協奏曲即是音樂家約翰·塞巴斯蒂安·巴哈獻給他的作品。